# Charlie Wilson (cantante)
Charles Kent "Charlie" Wilson (Tulsa, Oklahoma, 29 de enero de 1953), más conocido como Charlie Wilson, es un cantante, compositor, productor estadounidense y exvocalista líder de The Gap Band. Como solista ha sido nominado a once Premios Grammy y seis Premios NAAPC Image, recibió un Soul Train Icon Award en 2009, y fue galardonado con Premio BMI Icon en 2005. En 2009, fue nombrado El Artista R&B #1 por la revista Billboard, y su canción «There Goes My Baby» fue nombrado como la Canción Urbano #1 en el 2009 por Billboard.h

## Discografía
- 1992: You Turn My Life Around
- 2000: Bridging the Gap
- 2005: Charlie, Last Name Wilson
- 2009: Uncle Charlie
- 2010: Just Charlie
- 2013: Love, Charlie
- 2015: Forever Charlie
- 2017: In It to Win It